# Thornton Wilder
Thornton Niven Wilder (17 de abril de 1897, Madison, Wisconsin, Estados Unidos — 7 de dezembro de 1975) foi um escritor estadunidense.
Depois de graduar-se em 1920 na Universidade Yale, Connecticut, cursou arqueologia em Roma. Esteve na Europa entre os fins dos anos 20 e início dos anos 30 acompanhando o florescimento da moderna dramaturgia de Pirandello, Cocteau e Strindberq. Em sua carreira diplomática foi cônsul dos USA em Hong Kong, Em sua adolescência, na China, onde o seu pai era membro consular, lhe deu o conhecimento necessário para sua atividade diplomática. Sua estreia como romancista foi com "The Cabala" escrita em 1926, fruto da admiração pela antiguidade clássica e da inabalável fé cristã do autor.
Sua obra mais conhecida, A Ponte de San Luis Rey, lhe rendeu o Prémio Pulitzer de Ficção. Por outras peças que escreveu recebeu mais dois Pulitzers.
Wilder é considerado um clássico da literatura americana. Alcançou o sucesso, sobretudo, com suas obras teatrais como Our Town (1938), parábola da vida cotidiana que gira sempre ao redor das mesmas preocupações (o trabalho, o amor e a morte), ou The Skin of Our Teeth (1942), na qual as personagens se debatem com catástrofes sucessivas. Os romances e as novelas de Wilder abordam também problemas de natureza metafísica, como saber até que ponto o destino determina a vida do ser humano. Já nos seus textos da juventude, como The Bridge of San Luis Rey (1927), questiona a existência de uma misteriosa vontade divina. Wilder renovou o teatro americano ao renunciar ao estilo naturalista, utilizando, para tal, elementos estilísticos próprios do teatro épico de Bertolt Brecht e da tragédia antiga. Sua última peça, A Alcestíada (1955), é uma interpretação cristã do Alceste de Eurípedes.

## Obras

### Peças de teatro
| - The Trumpet Shall Sound (1926) - The Angel That Troubled the Waters and Other Plays (1928): - "Nascuntur Poetae" - "Proserpina and the Devil" - "Fanny Otcott" - "Brother Fire" - "The Penny That Beauty Spent" - "The Angel on the Ship" - "The Message and Jehanne" - "Childe Roland to the Dark Tower Came" - "Centaurs" - "Leviathan" - "And the Sea Shall Give Up Its Dead" - "The Servant's Name Was Malchus" - "Mozart and the Gray Steward" - "Hast Thou Considered My Servant Job?" - "The Flight Into Egypt" - "The Angel That Troubled the Waters" - The Long Christmas Dinner and Other Plays in One Act (1931): - The Long Christmas Dinner - Queens of France - Pullman Car Hiawatha - Love and How to Cure It - Such Things Only Happen in Books - The Happy Journey to Trenton and Camden - Our Town (1938)— venceu o Prémio Pulitzer de Teatro - The Merchant of Yonkers (1938) - The Skin of Our Teeth (1942)—won the Pulitzer Prize - The Matchmaker (1954)—revised from The Merchant of Yonkers - The Alcestiad: Or, a Life in the Sun (1955) - Childhood (1960) - Infancy (1960) - Plays for Bleecker Street (1962) | - The Collected Short Plays of Thornton Wilder Volume I (1997): - The Long Christmas Dinner - Queens of France - Pullman Car Hiawatha - Love and How to Cure It - Such Things Only Happen in Books - The Happy Journey to Trenton and Camden - The Drunken Sisters - Bernice - The Wreck on the Five-Twenty-Five - A Ringing of Doorbells - In Shakespeare and the Bible - Someone from Assisi - Cement Hands - Infancy - Childhood - Youth - The Rivers Under the Earth |

### Romances
| - The Cabala (1926) - The Bridge of San Luis Rey (1927)— venceu o Prémio Pulitzer de Ficção - The Woman of Andros (1930)—based on Andria, a comedy by Terence - Heaven's My Destination (1935) | - Ides of March (1948) - The Eighth Day (1967)— venceu o National Book Award de Ficção - Theophilus North (1973) [reprinted as Mr. North following the appearance of the film of the same name] |

### Colecções
- Wilder, Thornton (2007).  McClatchy, JD, ed. Thornton Wilder, Collected Plays and Writings on Theater. Col: Library of America. 172. New York: Library of America. ISBN 978-1-59853-003-2
- Wilder, Thornton (2009).  McClatchy, JD, ed. Thornton Wilder, The Bridge of San Luis Rey and Other Novels 1926–1948. Col: Library of America. 194. New York: Library of America. ISBN 978-1-59853-045-2